# KORAIL

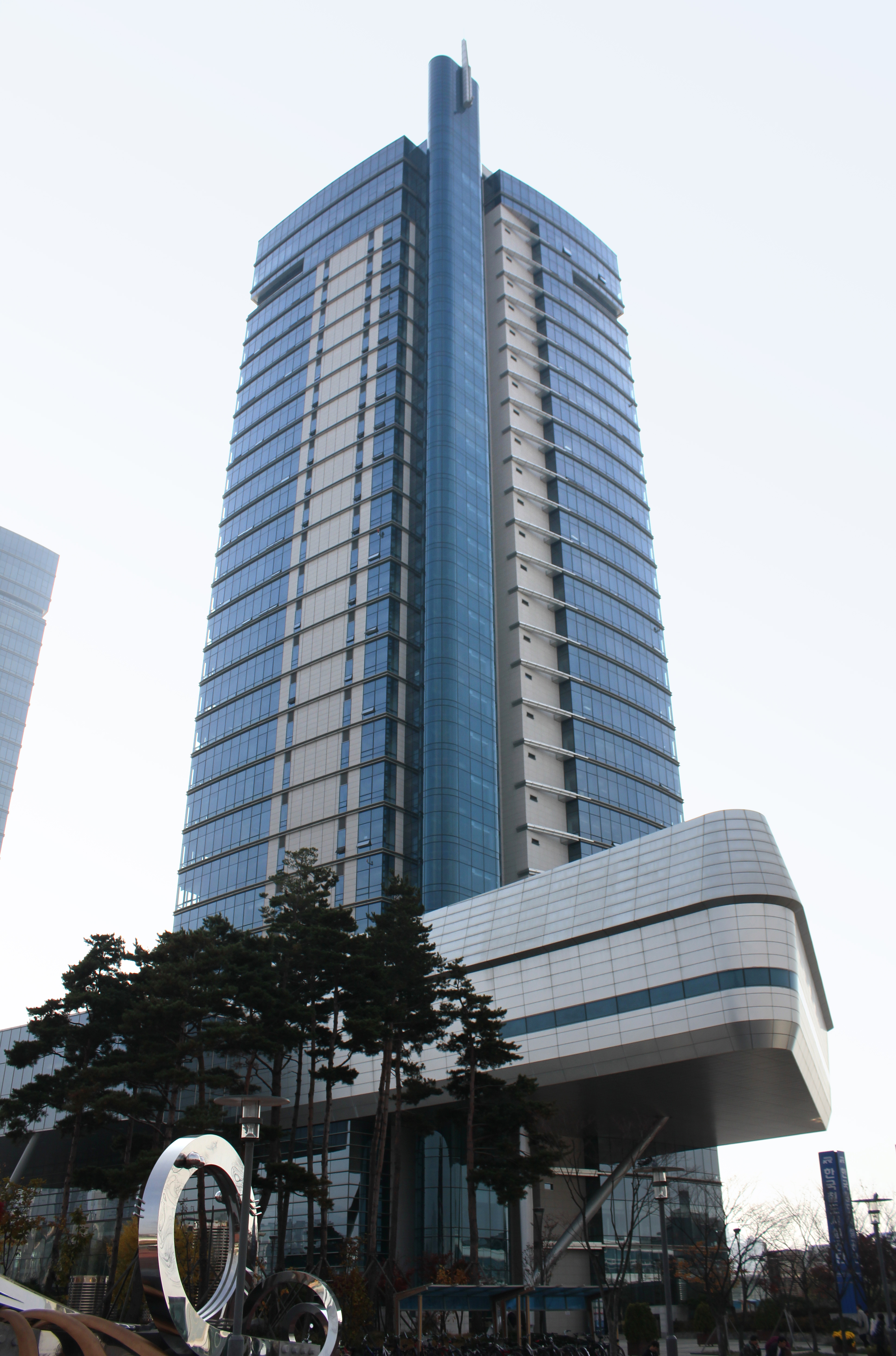
KORAIL-Hauptverwaltung

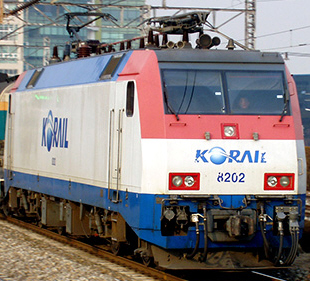
Korail EL 8200

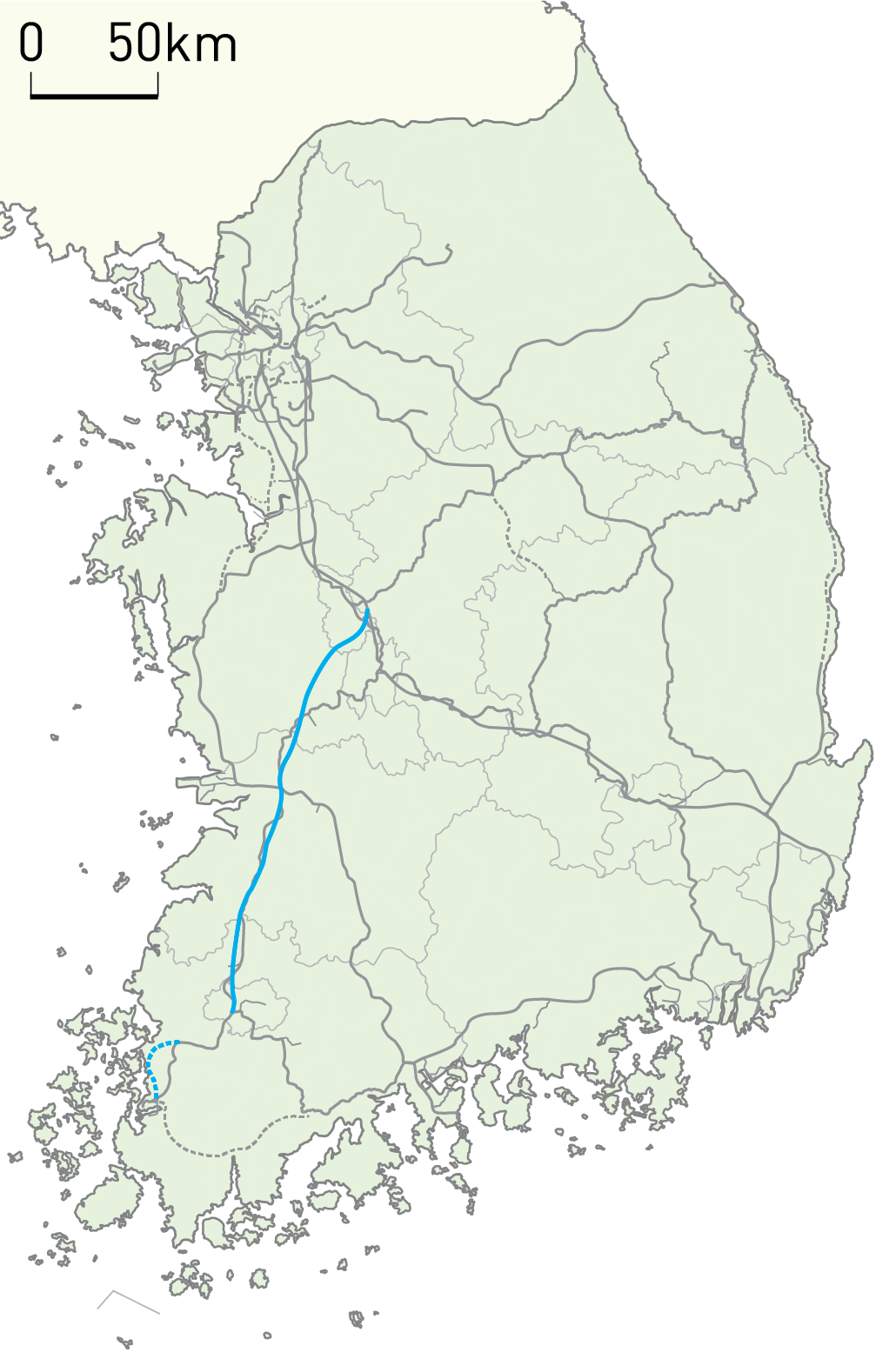
Streckennetz

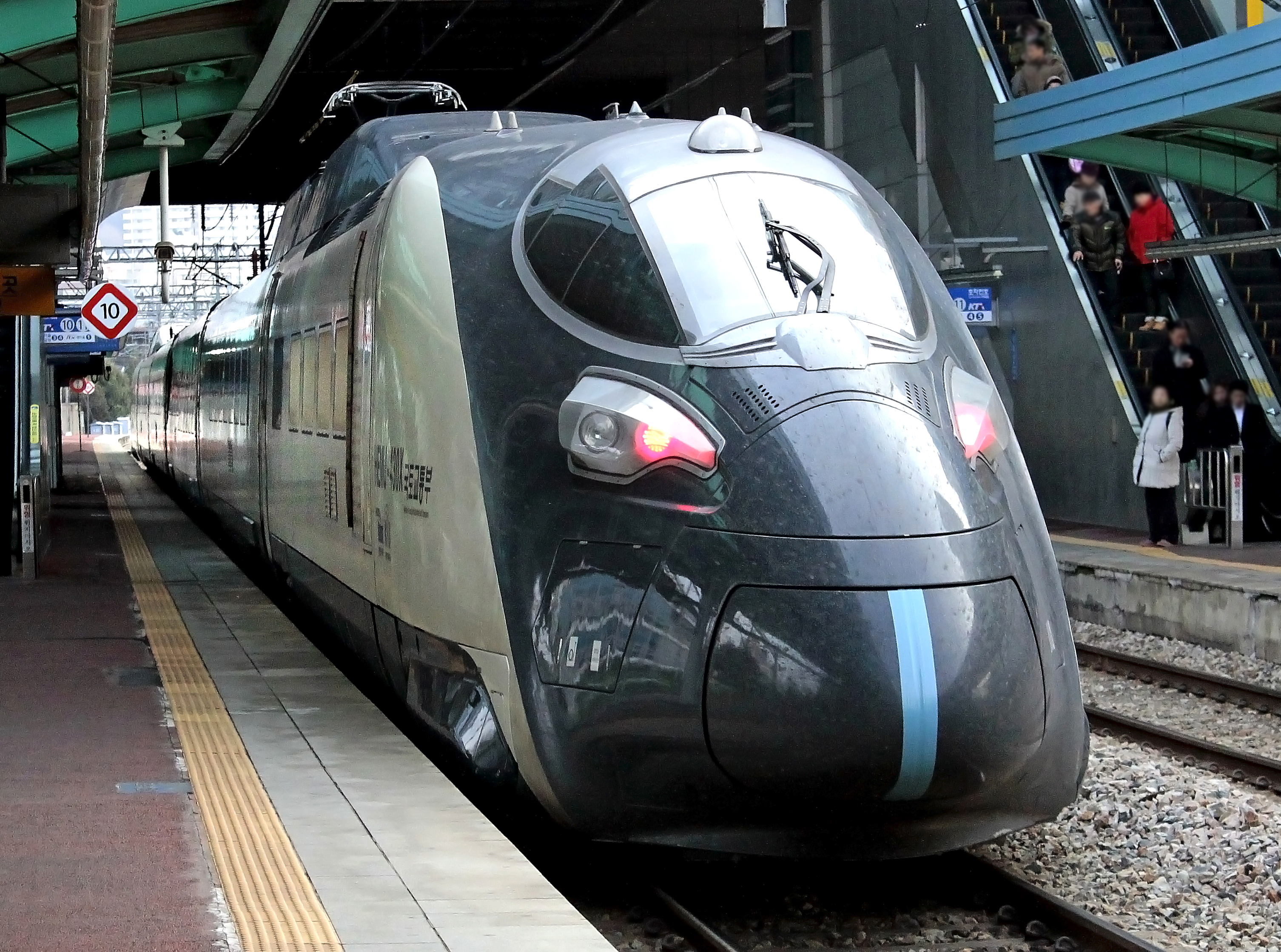
HEMU-430X bei einer Testfahrt

KORAIL (kor. 코레일 – Kurzform von Korea Railroad Corporation) ist ein Eisenbahnverkehrsunternehmen in Südkorea, das als Staatsbahn betrieben wird.

## Geschichte
KORAIL wurde am 1. September 1963 gegründet. 2004 wurden Bau und Unterhalt der Eisenbahninfrastruktur in die Korea National Railway (KR) ausgelagert und KORAIL konzentrierte sich auf den Eisenbahnverkehr.

## Unternehmen
Der Sitz von KORAIL befindet sich in Daejeon. KORAIL ist sowohl im Personen- als auch im Güterverkehr aktiv, fährt einen Teil der Leistungen auf der U-Bahn von Seoul und betreibt auch die meisten Hochgeschwindigkeitszüge KTX, die schnellste und komfortabelste Zuggattung in Korea.
KORAIL war seit April 2013 assoziiertes und ist seit Juni 2018 Vollmitglied der Organisation für die Zusammenarbeit der Eisenbahnen (OSShD / OSJD).

## Fahrzeuge
Die staatliche Eisenbahngesellschaft KORAIL besaß im April 2018 insgesamt 16.639 Fahrzeuge.

### Hochgeschwindigkeitsverkehr
Im April 2018 standen KORAIL insgesamt 1530 Fahrzeuge (Triebköpfe und Personenwagen) für die Züge, die im Hochgeschwindigkeitsverkehr fahren, zur Verfügung.
Die erste Generation der Triebwagen für den Hochgeschwindigkeitsverkehr basierten auf französischen TGV. 1994 wurde ein Vertrag zwischen Alstom und KORAIL geschlossen, wonach die ersten 12 Züge in Frankreich und die folgenden 34 in Korea gefertigt werden sollten. Diese Züge werden aus 20 Fahrzeugen gebildet. Im Planverkehr fahren sie als Zuggattung KTX (Korea Train eXpress).
Die zweite Generation der Hochgeschwindigkeitszüge beruht auf einer koreanischen Eigenentwicklung und verkehrt seit 2010. Die Züge werden aus 10 Fahrzeugen gebildet und können im Bedarfsfall in Doppeltraktion verkehren. Sie werden als KTX-Sancheon bezeichnet.
In einem nächsten Schritt wurde ein weiterer Zug entwickelt. Er wird als High-speed Electric Multiple Unit (HEMU) bezeichnet. Bei Versuchsfahrten erreichte er 2013 eine Geschwindigkeit von 421 km/h. Die Züge sollen ab 2020 im planmäßigen Verkehr eingesetzt werden.

### Lokomotiven
KORAIL besaß im April 2018 456 Lokomotiven:
- SL: 801
- DEL: 2000, 2100, 3000, 3100, 3200, 4000, 4100, 4200, 4300, 4400, 5000, 6000, 6100, 6200, 6300, 7000, 7100, 7200, 7300, 7400, 7500, 7600
- EL: 8000, 8100, 8200 (eine in Deutschland entwickelte Lokomotive des Typs Siemens EuroSprinter), 8500.
- DMU: DEC, NDC, CDC, DHC

### Andere Fahrzeuge
KORAIL besaß im April 2018 weiter 2937 Triebwagen für den Verkehr außerhalb des Hochgeschwindigkeitsbereichs. Im Bestand befanden sich 10.665 Güterwagen, 920 Personenwagen und 116 Generatorwagen.

## Verkehr

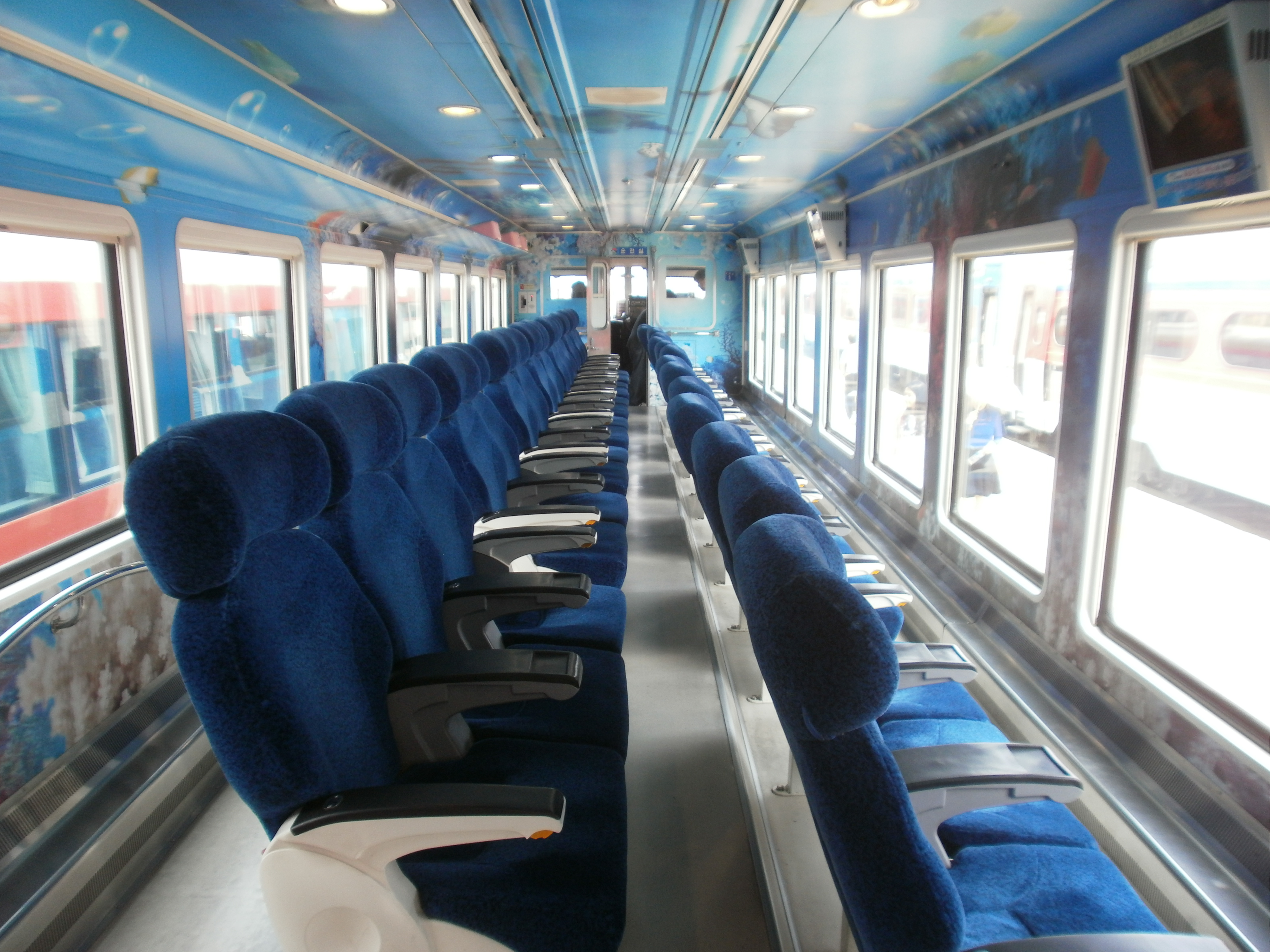
Querbestuhlung im Touristenzug KORAIL Seaside Train

KORAIL befuhr im April 2018 ein Eisenbahn-Streckennetz von 4078 km Länge (ohne die Leistungen auf der U-Bahn Seoul), auf dem täglich 3427 Verbindungen angeboten wurden.
Im Personenverkehr werden landesweit 96 Linien bedient. Täglich nutzen etwa 3,5 Mio. Reisende das Angebot. Dabei gibt es vier Zuggattungen:
- Der Nahverkehr wird durch Tonggeun (통근열차, 通勤列車; Pendelzug) bedient.
- Die nächsthöhere Kategorie ist Mugunghwa (무궁화호, 無窮花號; Sharonrose).
- Seltener halten die Saemaeul-Züge (새마을호, 새마을號; Neue Gemeinde), die mehr Komfort bieten.
- Korea Train Express (KTX), der im Hochgeschwindigkeitsverkehr fährt.[16]

Darüber hinaus bietet KORAIL auch eine Reihe touristischer Züge durch besonders reizvolle Landschaften an: Sea Train (S-Train), V-Train, O-Train, Haerang Rail Cruise Train und den „Friedenszug“ (DMZ-Train).
KORAIL betreibt weiter ein Teilnetz der U-Bahn Seoul. Hier erbringt KORAIL täglich 2.571 Fahrten, die 3,2 Mio. Reisende am Tag und 1,16 Mrd. im Jahr befördern.

## Internationale Kooperationen
KORAIL ist auch international bei Beratung und Planung im Bereich der Eisenbahn sowie dem Verkauf von Eisenbahnfahrzeugen tätig. Dies geschah und geschieht unter anderem in Ägypten, Argentinien, Bangladesch, Bolivien, Bulgarien, Demokratische Republik Kongo, Iran, Libyen, Malaysia, Myanmar, Pakistan, Paraguay, Philippinen, Südafrika, Tansania und Vietnam.